# Chaos and Creation in the Backyard
Chaos and Creation in the Backyard (englisch für „Chaos und Schöpfung im Hinterhof“) ist das 14. Soloalbum von Paul McCartney. Einschließlich der Wings-Alben, der Fireman-Alben, der klassischen Alben, der Livealben und Kompilationsalben ist es das 38. Album von Paul McCartney nach der Auflösung der Band The Beatles. Es wurde am 12. September 2005 in Großbritannien und in den USA veröffentlicht.

## Entstehung
Seit seinem letzten Studioalbum Driving Rain veröffentlichte Paul McCartney, teilweise mit anderen Künstlern, verschiedene Lieder. Auf dem im Mai 2002 veröffentlichten Album Together von Lulu befindet sich das Duett Inside Thing (Let 'Em In). Eine Neuaufnahme von Calico Skies wurde im April 2003 auf dem Kompilationsalbum Warchild Album for the Children veröffentlicht. Auf dem Soundtrackalbum Music from the Motion Picture The In-Laws, das im Juni 2003 erschien, befindet sich eine neue Version von Live and Let Die sowie der bis dahin unveröffentlichte Titel A Love for You, der von den Aufnahmesessions zum Album Ram stammt. Auf dem im Juni 2004 veröffentlichten Brian-Wilson-Album Gettin’ in Over My Head befindet sich das Duett mit Paul McCartney A Friend Like You.
Am 20. September 2004 erschien in Großbritannien die McCartney-Single Tropic Island Hum / We All Stand Together als gelbe 7″-Vinyl-Single und CD-Single, die dort Platz 21 in den Charts erreichte. Die Aufnahmen erfolgten im Dezember 1987 mit George Martin als Produzenten.
Am 27. September wurde die DVD The Music and Animation Collection veröffentlicht, die die Animationsfilme von Paul McCartney sowie die Lieder Tropical Hum und We All Stand Together enthält. We All Stand Together erschien ursprünglich im November 1984 als Single-A-Seite.
Die Gemeinschaftskomposition Whole Life von Paul McCartney und David A. Stewart wurde im Oktober 2003 in den Abbey Road Studios von der Band von Paul McCartney und den beiden Komponisten des Liedes aufgenommen. Die Veröffentlichung erfolgte als Download im Januar 2005 und auf dem Kompilationsalbum One Year On 46664 im März 2005.
Am 2. Juli 2005 traten unter anderem Paul McCartney und U2 während des Live-8-Konzerts auf und spielten gemeinsam das Lied Sgt. Pepper’s Lonely Hearts Club Band, das am gleichen Tag noch als Download-Single veröffentlicht wurde und Platz 48 in US-amerikanischen Billboard-Charts erreichte.
Die Vorbereitungen für das neue Album Chaos and Creation in the Backyard fanden im Sommer 2003 in den Abbey Road Studios statt, wo McCartney neun Demos mit David Kahne, dem Produzenten von Driving Rain aufnahm. Während der Aufnahmen fragte Paul McCartney George Martin nach Vorschlägen für einen anderen Produzenten. Martin schlug Nigel Godrich vor, der auch mit Radiohead und Beck zusammenarbeitete. Godrich sagte zu seiner Wahl als Produzent: "Meine erste Reaktion war Schrecken, nicht nur, weil es sich um eine sehr wichtige Person handelt, sondern ich war mir wirklich nicht sicher, wie bereit er sein würde, sich die Hände schmutzig zu machen."
Die ersten Aufnahmen begannen im September 2003. Nachdem das Lied Follow Me mit der Band von Paul McCartney aufgenommen wurde, überzeugte Godrich McCartney, dass für weitere Aufnahmen des Albums auf eine Band verzichtet werden sollte. Godrichs Ziel war es, die Songwriting- und Aufnahmeroutine zu durchbrechen, in der McCartney seiner Meinung nach stecken geblieben war. Seine oft unverblümte Einschätzung der Songs sorgte für Spannungen zwischen den beiden. McCartney sagte dazu: "Es gab einige angespannte Momente auf dem Album. Nigel war nicht kriecherisch. Er sagte von Anfang an: "Ich warne dich, ich weiß, was ich mag." Es gab einige hitzige Diskussionen." Es folgten die Aufnahmen zu This Never Happened Before und Comfort of Love (spätere Single-B-Seite von Fine Line) in den RAK Studios in London. Im Oktober 2003 war Paul McCartney mit seiner Entscheidung, Nigel Godrich als Produzenten gewählt zu haben, nicht mehr zufrieden und beendete vorübergehend die Zusammenarbeit. Im Februar 2004 begann er mit David Kahne an den Arbeiten zum nächsten Studioalbum Memory Almost Full.
Im März/April 2004 entschied sich dann Paul McCartney, die Arbeiten an Chaos and Creation in the Backyard mit Nigel Godrich in Los Angeles fortzusetzen. Godrich engagierte noch zusätzlich den Gitarristen Jason Falkner und den Schlagzeuger James Gadson, mit denen sowie wahlweise weiteren Sessionmusikern die Lieder A Certain Softness, Growing Up Falling Down (spätere Single-B-Seite von Fine Line), At the Mercy, I Want to Fly (spätere Single-B-Seite von Jenny Wren), Riding to Vanity Fair und This Loving Game (spätere Single-B-Seite von Jenny Wren) in den Ocean Way Recording Studios in Los Angeles aufgenommen wurden.
Die Arbeiten an dem Album wurden im September 2004 in den A.I.R. Studios in London fortgesetzt, wo an den Liedern Fine Line und Too Much Rain gearbeitet wurde. Bei diesen und den folgenden Aufnahmen, die im Oktober und November 2004 wieder in den Ocean Way Recording Studios erfolgten, spielte McCartney fast alle Instrumente allein ein, darunter Bass, Gitarre, Klavier, Schlagzeug, Keyboards, Blockflöte, Harmonium und Flügelhorn. Die Lieder dieser Sessions sind: Jenny Wren, English Tea, Promise to You Girl, Anyway und She Is So Beautiful (späterer japanischer Album-Bonus-Track).
Die letzten Aufnahmen fanden im April 2005 wieder in den AIR Studios in London statt, wo die Titel How Kind of You, Friends to Go, I’ve Got Only Two Hands und Summer of ’59 (spätere 7″-Single-B-Seite von Jenny Wren) von Paul McCartney eingespielt wurden. Nach den Aufnahmen erfolgten noch weitere Überarbeitungen aller Lieder.
Da Paul McCartney das Album im Wesentlichen alleine einspielte, knüpft es aufnahmetechnisch damit an die Alben McCartney und McCartney II aus den frühen Solojahren an. Es ist aber auch McCartneys erstes Studioalbum seit Give My Regards to Broad Street aus dem Jahr 1984, bei dem er nicht an der Produktion direkt beteiligt war.
Um zu verhindern, dass das Album in Filesharing-Netzwerken gelangt, wurden vorab Promo-Exemplare mit dem Titel Album und dem Namen des Künstlers als Pete Mitchell herausgegeben. Die Kopien wurden mit einem Wasserzeichen versehen und der Name des Empfängers wurde auf die CD gedruckt. Die Maßnahmen waren teilweise erfolgreich, da das Album zwei Tage vor dem offiziellen Veröffentlichungstermin online ging. Am 12. September 2005 wurde Chaos and Creation in the Backyard offiziell veröffentlicht.
Die Kritiken bescheinigten McCartney, dass er nach den aufeinanderfolgenden Alben Flaming Pie, Run Devil Run und Driving Rain mit Chaos and Creation in the Backyard einen Höhepunkt der Kreativität in seiner späten Karriere erreicht hat. Das Album wurde 2006 für drei Grammy-Auszeichnungen nominiert, in der begehrten Kategorie „Album des Jahres“, als „Beste männliche Gesangsdarbietung“ (für Fine Line) sowie als „Bestes Gesangsalbum“. Im Jahr 2007 folgte eine weitere Grammy-Nominierung in der Kategorie „Beste männliche Gesangsdarbietung“ für das Stück Jenny Wren.
Insgesamt war die musikalische Ausrichtung des Albums deutlich weniger rockig und rau als das Vorgängeralbum Driving Rain und beinhaltet teilweise nachdenkliche und philosophische Liedtexte.
Zur Promotion des Albums fand unter dem Namen Chaos and Creation at Abbey Road ein Konzert in den Abbey Road Studios statt. Dieses Konzert wurde im britischen Fernsehen übertragen; während des Fernsehspecials wurde im Abspann das bis dahin unveröffentlichte Lied That’s All for Now gespielt.
Das Album war in Großbritannien (23. Top-Ten-Album), in den USA (16. Top-Ten-Album) und Deutschland (9. Top-Ten-Album) kommerziell erfolgreich.
Vom 16. September bis zum 30. November 2005 begab sich Paul McCartney auf eine USA-Tournee mit 37 Konzerten, die auf der DVD The Space within US dokumentiert wird, die im November 2006 erschien.

## Covergestaltung

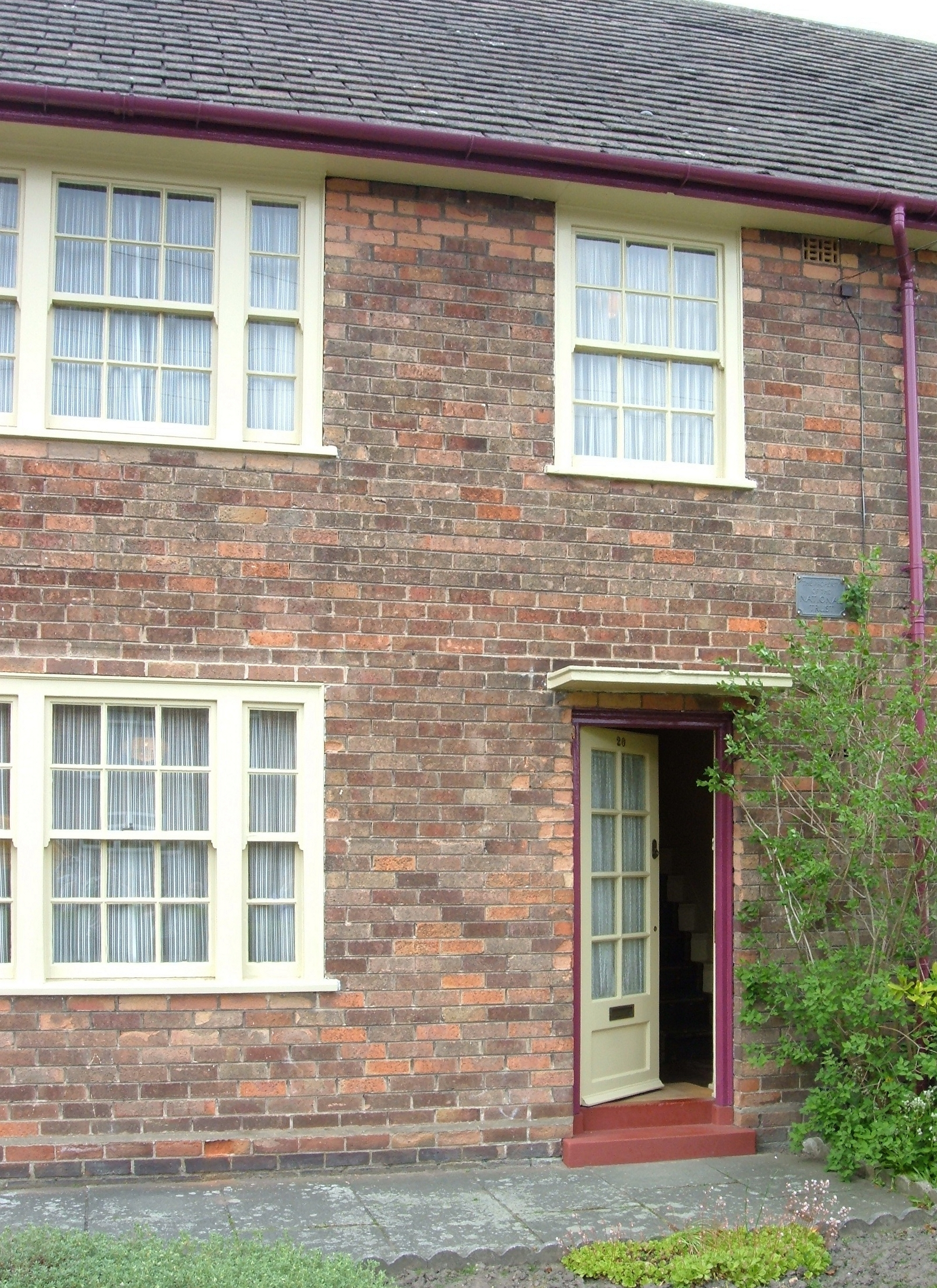
20 Forthlin Road in Liverpool:
Hier lebte Paul McCartney mit seinem Bruder und seinem Vater von 1955 bis 1963

Das Cover zeigt Paul McCartney beim Stimmen oder Spielen einer Gitarre und wurde 1962 im Hinterhof des Hauses in der Liverpooler 20 Forthlin Road aufgenommen, in dem die Familie damals lebte. Das Foto, ursprünglich mit Paul under Washing betitelt, wurde von Pauls Bruder Mike McCartney aufgenommen und später mit dem Titel Our Kid Through Mum’s Net Curtain versehen.

## Titelliste
Alle Titel wurden von Paul McCartney komponiert.
1. Fine Line – 3:05
2. How Kind of You – 4:47
3. Jenny Wren – 3:47
4. At the Mercy – 2:38
5. Friends to Go – 2:43
6. English Tea – 2:12
7. Too Much Rain – 3:24
8. A Certain Softness – 2:42
9. Riding to Vanity Fair – 5:07
10. Follow Me – 2:31
11. Promise to You Girl – 3:10
12. This Never Happened Before – 3:24
13. Anyway a – 3:50
14. I’ve Only Got Two Hands – 3:15

Japan-Bonus-Titel
- She Is So Beautiful – 3:12

Special Edition mit DVD

Das Album erschien auch als „Special Edition“. Diese Version enthält neben der handelsüblichen CD eine DVD. Ein weiterer Unterschied zur normalen Version ist der bordeauxrote Pappschuber mit einem goldfarbenen Ambigramm des Namens „Paul McCartney“, in dem sich das CD/DVD-Case befindet.
Die DVD hat folgenden Inhalt:
- Between Chaos and Creation – Dokumentation zur Entstehung des Albums – 31:34
- Fine Line – Videoclip zum Lied – 3:28
- Line Art – Animationsfilm mit Zeichnungen von Brian Clarke, unterlegt mit Instrumentalfassungen der Stücke Riding to Vanity Fair, At the Mercy und Anyway – 11:40
- How Kind of You – Animiertes Menü mit Musikunterlegung – 4:48

## Weitere Informationen zu einzelnen Liedern
- Der Anfang des Textes zu dem Lied Too Much Rain (“Laugh when your eyes are burning. Smile when your heart is filled with pain …”) wurde von dem Lied Smile aus dem Film Moderne Zeiten von Charlie Chaplin, dem Verfasser von Smile, inspiriert.[10]
- Zu Jenny Wren (Wren zu deutsch: „Zaunkönig“) wurde der seit seiner Jugend ornithologisch interessierte Paul McCartney, dessen Lieblingsvogel der Zaunkönig ist, musikalisch vom Beatles-Lied Blackbird inspiriert, der Name Jenny Wren, mit der (laut McCartney) auch die damals bekannte schwedische Opernsängerin Jenny Lind bezeichnet wurde, entstammt der Dickens-Geschichte Our Mutual Friend.
- Das Lied Friends to Go wurde zum Andenken an George Harrison geschrieben.
- Perfect Lover soll die Vorlage für das Lied Ever Present Past vom Album Memory Almost Full sein.
- In Quellen wird erwähnt, dass weitere vier bisher unveröffentlichte Lieder aufgenommen wurden: That Seems to Make No Sense, A Modern Dance, Watching My Fish Drown und Perfect Lover. Es ist aber nicht nachweisbar, dass diese Aufnahmen existieren.

## Single-Auskopplungen

### Fine Line
Am 29. August 2005 wurde in Großbritannien die 7″-Vinyl-Single Fine Line / Growing Up Falling Down veröffentlicht.
Die CD-Single mit den Liedern Fine Line, Comfort of Love und Growing Up Falling Down erschien in Europa am 29. August 2005 und am 30. August in den USA.
In Europa und den USA wurden auch Promotion-CDs mit dem Titel Fine Line hergestellt.

### Jenny Wren
Am 29. November 2005 wurde in Großbritannien die 7″-Vinyl-Single Jenny Wren / Summer of ’59 veröffentlicht.
In Europa erschien die CD-Single: Jenny Wren / I Want You to Fly / This Loving Game.
In Großbritannien wurde zusätzlich noch die CD-Single Jenny Wren / I Want You to Fly veröffentlicht. In den USA wurde Jenny Wren nicht als Kaufsingle vertrieben.
In Europa und den USA wurden auch Promotion-CDs mit dem Titel Jenny Wren hergestellt, die jeweils eine gekürzte und die Albumversion enthält.

### Weitere Promotionsingles
- Im August 2005 erschien in Frankreich die Promotion-CD Too Much Rain.[20]
- Die geplante dritte Singleveröffentlichung sollte im Februar 2006 ursprünglich das Lied This Never Happened Before sein. Das Lied wurde für den Soundtrack des Spielfilms Das Haus am See verwendet und in den USA nur als Promotion-CD veröffentlicht,[21] es erreichte aber Platz 27 in den Billboard Adult Contemporary Charts. Die Promotion-CD beinhaltet die Album- und eine gekürzte Version. Eine weitere Promotion-CD enthielt nur die gekürzte Version von This Never Happened Before.

### Musikvideos
Musikvideos wurden zu den Liedern Fine Line und Jenny Wren hergestellt.

## Promotionveröffentlichungen
- Im August 2005 wurde in Großbritannien eine 54-minütige Promotioninterview-CD hergestellt.[22]
- In den USA wurde im September 2005 zu Beginn der „US Tour“ von Paul McCartney eine Doppel-Promotion-CD hergestellt, hierbei handelt es sich um die beiden separaten CDs Chaos and Creation in the Backyard und Motor of Love, die sich ein einem Pappschuber befinden. Die CD Motor of Love ist ein eigenständiges Kompilationsalbum, das folgende zehn Lieder enthält: Motor Of Love, The Back Seat of My Car, Rough Ride, Lonely Road, Helen Wheels, Backwards Traveller, Biker Like an Icon, Driving Rain, Drive My Car (live from the super bowl XXXIX halftime show) und The Long and Winding Road (live).[23]

Die Liveversion von Drive My Car war bisher unveröffentlicht.

## Kommerzieller Erfolg

### Chartplatzierungen

#### Album
| ChartsChartplatzierungen       | Höchstplatzierung | Wochen |
| ------------------------------ | ----------------- | ------ |
| Deutschland (GfK)              | 4 (6 Wo.)         | 6      |
| Österreich (Ö3)                | 13 (4 Wo.)        | 4      |
| Schweiz (IFPI)                 | 9 (5 Wo.)         | 5      |
| Vereinigte Staaten (Billboard) | 6 (21 Wo.)        | 21     |
| Vereinigtes Königreich (OCC)   | 10 (4 Wo.)        | 4      |

#### Singles
| Jahr | Titel      | Höchstplatzierung, Gesamtwochen, AuszeichnungChartplatzierungen (Jahr, Titel, , Platzierungen, Wochen, Auszeichnungen, Anmerkungen) | Höchstplatzierung, Gesamtwochen, AuszeichnungChartplatzierungen (Jahr, Titel, , Platzierungen, Wochen, Auszeichnungen, Anmerkungen) | Höchstplatzierung, Gesamtwochen, AuszeichnungChartplatzierungen (Jahr, Titel, , Platzierungen, Wochen, Auszeichnungen, Anmerkungen) | Anmerkungen                             |
| Jahr | Titel      | DE | UK | US | Anmerkungen                             |
| ---- | ---------- | --- | --- | --- | --------------------------------------- |
| 2005 | Fine Line  | DE70 (4 Wo.)DE | UK20 (3 Wo.)UK | — | Erstveröffentlichung: 29. August 2005   |
| 2005 | Jenny Wren | — | UK22 (3 Wo.)UK | — | Erstveröffentlichung: 18. November 2005 |

### Auszeichnungen für Musikverkäufe
| Land/Region                  | Auszeichnungen für Musikverkäufe (Land/Region, Auszeichnung, Verkäufe) | Verkäufe |
| ---------------------------- | ---------------------------------------------------------------------- | -------- |
| Frankreich (SNEP)            | Gold                                                                   | 100.000  |
| Kanada (MC)                  | Gold                                                                   | 50.000   |
| Russland (NFPF)              | Gold                                                                   | 10.000   |
| Vereinigte Staaten (RIAA)    | Gold                                                                   | 547.000  |
| Vereinigtes Königreich (BPI) | Gold                                                                   | 100.000  |
| Insgesamt                    | 6× Gold ·                                                              | 807.000  |

Hauptartikel: Paul McCartney/Auszeichnungen für Musikverkäufe

## Wiederveröffentlichung
- Im Mai 2007 wurde das Album im Download-Format veröffentlicht.
- Am 8. Juni 2010 wurde das Album bei der Tonträgergesellschaft Hear Music / Universal Music Group wiederveröffentlicht.[31]
- Am 18. Mai 2018 wurde das auf 180 Gramm goldfarbenem Vinyl gepresste Album von Capitol Records veröffentlicht,[32] weiterhin wurde auch die CD-Version wiederveröffentlicht, die ein aufklappbares Pappcover hat.